# Єремія Прозорливий
Єремія Прозорливий Печерський († 1170, Київ) — преподобний києво-печерський XI століття, чернець Печерського монастиря. Пам'ять 11 жовтня і 18 жовтня. В літописі (в оповіді про Печерський монастир) про нього говориться, що він був сучасником хрещення Русі і мав дар провидця.
Преподобний Єремія уславився даром пророцтва. Своїми подвигами досяг такої духовної висоти, що бачив таємні помисли людей і міг передбачати майбутнє, причому все передвіщене старцем — і добре і погане — збувалося. Прожив дуже довге життя. Єремія був очевидцем Хрещення Русі князем Володимиром (989). За віком він був найстаршим з перших насельників Печерського монастиря. Помер близько 1170 р.
Життя багатьох ченців Печерського монастиря дістало відображення в гравюрах XVII—XVIII ст. Один з перших іконографічних портретів Єремії, який зробив гравер Києво-Печерської лаври Ілля, надрукований у «Патерику Печерському» 1661 року.
Збереглося також зображення ченця в «Патерику Печерському» 1760 року.

В акафісті всім Печерським преподобним про нього сказано: 
|  | «Радуйся, Єреміє, прозорливих славо». |

Його мощі спочивають в Антонієвій печері, Ближніх печер.

## Дивіться теж
- Києво-Печерська лавра
- Києво-Печерські святі